# Keilir
Le Keilir est un petit sommet volcanique d'Islande situé dans le Sud-Ouest du pays et de Reykjavik. Il constitue l'une des bouches éruptives d'un volcan plus grand, la Fagradalsfjall,.

## Géographie
Il est localisé dans le centre de la Reykjanesskagi, au sud-est du village de Vogar et de la municipalité du même nom, au nord-est de Grindavík et au sud-ouest de Hafnarfjörður dans l'agglomération de Reykjavik. Il est entouré par la petite vallée d'Höskuldarvellir et le Trölladyngja au sud-est, la Fagradalsfjall au sud-ouest et le Þráinsskjaldarhraun au nord.
Dominant des champs de lave, il s'élève à 379 mètres d'altitude.
Il est accessible par un sentier de randonnée démarrant d'une piste située au nord-est.

## Histoire
La dernière éruption volcanique dans ce secteur date du XIIe siècle mais en 2021, les volcanologues observent une hausse de l'activité sismique, faisant craindre le déclenchement d'une éruption aux abords du Keilir. Celle-ci se déclenche finalement plus au sud, dans la Geldingadalir, un vallon sur le flanc oriental de la Fagradalsfjall, le 19 mars 2021. Des séries de tremblements de terre se manifestent à nouveau en septembre 2021, plus près du sommet. En 2022, une nouvelle éruption se déclenche dans le secteur de celle de 2021.
Le 10 juillet 2023, une fissure volcanique s'ouvre au sud du Keilir et laisse s'échapper une coulée de lave qui se dirige vers le sud en direction de la Fagradalsfjall ; l'éruption se termine le 5 août.

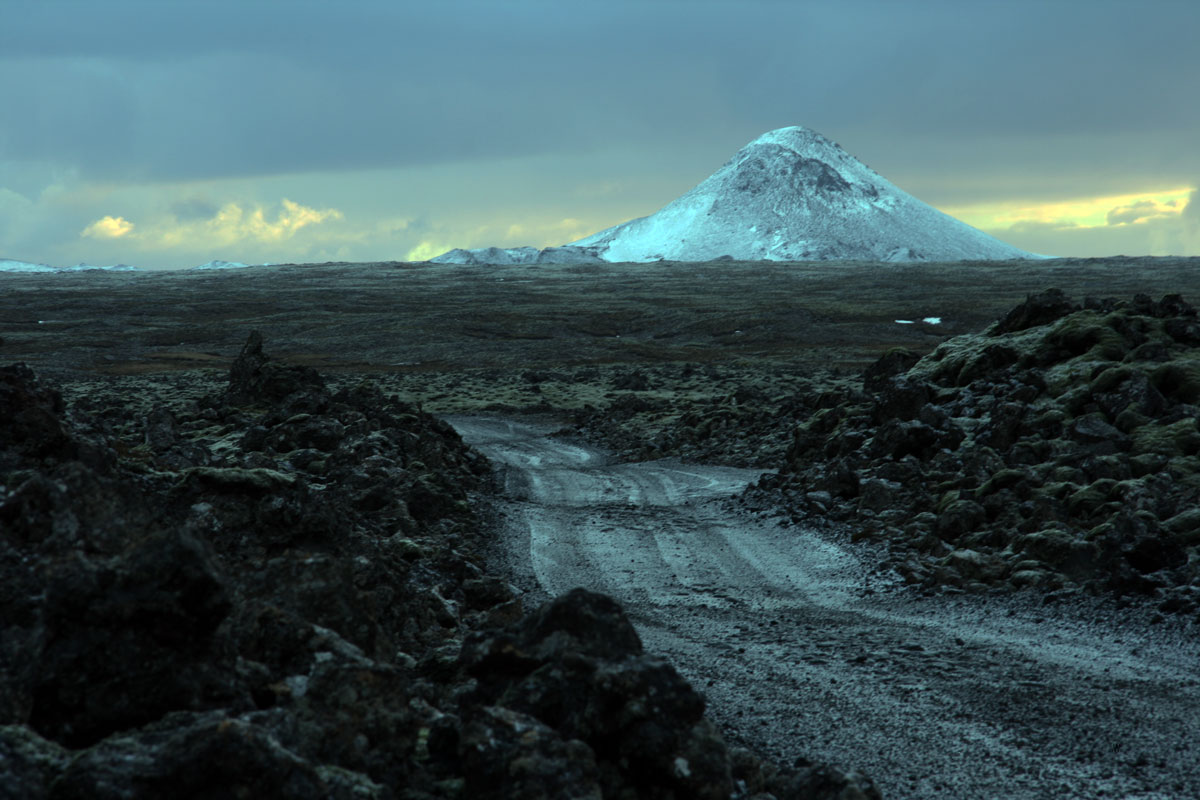
Le Keilir saupoudré de neige en janvier 2008.